# Светлый (микрорайон Перми)
Светлый — микрорайон в составе Дзержинского района Перми.

## География
Микрорайон расположен в западной части города, ограничен с востока зоной отчуждения железной дороги, с юга шоссе Космонавтов, с северо-запада и запада улицей Локомотивной и границей массива Черняевского леса за улицей Малкова.

## История
Деревня Светлужка возникла после 1908 года, что связывается со строительством железной дороги Пермь-Екатеринбург (1906—1909). В 1923 это уже поселок Светлый, к 1927 году здесь насчитывалось 214 домов. К началу 1950-х годов все дома поселка были деревянными. С 1968 до начала 1980-х годов произошла замена старого жилого фонда на панельные и кирпичные дома. В последние годы появились новые жилые комплексы на улице Малкова. Крупнейшим центром притяжения в микрорайоне был легкоатлетический манеж «Спартак», открытый в 1977 году. Ныне манеж находится в не самом лучшем состоянии, обсуждается вопрос финансирования его реконструкции. Одним из важнейших предприятий для жителей микрорайона является Пермская печатная фабрика Гознака, расположенная к северу от формальной границы микрорайона. Она была введена в эксплуатацию в 1964 году. В ходе переноса производственной базы из Краснокамска (где находилась Краснокамская печатная фабрика Гознака) в Пермь переехало 1525 работников вместе со своими семьями.

## Улицы
Основное значение имеют улицы Малкова, Локомотивная и шоссе Космонавтов. Внутри микрорайона имеются также улицы Рабочая и Академика Вавилова.

## Образование
Средняя школа № 120.

## Транспорт
Через микрорайон проходят автобусные маршруты 10,40,47,56. По южной границе микрорайона, шоссе Космонавтов, проходят также маршруты 11,19, 29, 30, 36, 55, 56, 104, 106, 108, 109, 120. На восточной границе микрорайона расположена остановочная платформа пригородных поездов 1436 км.